# Kriokoagulacja
Kriokoagulacja – bezbolesna i bezkrwawa metoda kriochirurgii będącej częścią krioterapii polegająca na płytkim zniszczeniu chorej lub zbędnej tkanki bez naruszenia jej ciągłości wskutek zamrożenia, tj. poddania tej tkanki działaniu niskich, ujemnych temperatur, z reguły od -21 do -5, zwykle poprzedzona znieczuleniem.

## Zastosowanie
- kriokoagulacja muszli nosowych (stosowana przy skrzywieniu przegrody nosowej jako nieinwazyjna metoda leczenia)
- kriokoagulacja nadżerki (szyjki macicy)